# Ефект Шотткі
Емісії електронів з металу перешкоджає потенціальний бар'єр, який утворюється за рахунок електричних сил. Зниження цього бар'єра при збільшенні прикладеного зовнішнього електричного поля називається ефектом Шотткі. Розглянемо спочатку систему метал-вакуум. Мінімальна енергія, яка необхідна для переходу електрону із рівня Фермі у вакуум, називається роботою виходу {\displaystyle q\phi _{m}} ({\displaystyle \phi _{m}} вимірюється у електронвольтах, еВ). Для типових металів величина {\displaystyle q\phi _{m}} коливається в межах 2÷6 еВ і є дуже чутливою до забруднення поверхні.... 
Електрон, що знаходиться у вакуумі на деякій відстані {\displaystyle x} від поверхні металу, індукує на його поверхні позитивний заряд. Сила притягання між електроном та цим індукованим поверхневим зарядом за величиною дорівнює силі притягання до ефективного позитивного заряду {\displaystyle +q}, котрий називають зарядом зображення. Ця сила, котра також називається силою зображення, дорівнює:
{\displaystyle F={\frac {-q^{2}}{4\pi (2x)^{2}\epsilon _{0}}}={\frac {-q^{2}}{16\pi \epsilon _{0}x^{2}}},}
де {\displaystyle \epsilon _{0}} - діелектрична проникність вакууму. Робота, яку необхідно виконати, щоб перемістити електрон із нескінченності в точку {\displaystyle x}, дорівнює:
{\displaystyle W(x)=\int _{\infty }^{x}F\,dx={\frac {q^{2}}{16\pi \epsilon _{0}x}},}
Ця робота відповідає потенціальній енергії електрону на відстані {\displaystyle x} від поверхні. Залежність {\displaystyle W(x)}, як правило, зображається на діаграмах прямою лінією.
Якщо до системи прикладене зовнішнє електричне поле {\displaystyle E}, то потенціальна енергія електрону {\displaystyle W_{P}} буде дорівнювати сумі:
{\displaystyle W_{P}(x)={\frac {q^{2}}{16\pi \epsilon _{0}x}}+qEx}, еВ.
Зниження бар'єра Шотткі {\displaystyle \Delta \phi } та відстані {\displaystyle x_{m}}, на якій величина потенціалу сягає максимуму, визначається із умови {\displaystyle {\frac {d[W_{P}(x)]}{dx}}=0}. Звідки знаходимо:
{\displaystyle x_{m}={\sqrt {\frac {q}{16\pi \epsilon _{0}E}}}} см,
{\displaystyle \Delta \phi ={\sqrt {\frac {qE}{4\pi \epsilon _{0}}}}=2Ex_{m}} В.
Із цих рівнянь знаходимо значення зниження бар'єру та відстані: 
{\displaystyle \Delta \phi =0,12} В, {\displaystyle x_{m}=60} А при {\displaystyle E=10^{5}} 1/см та {\displaystyle \Delta \phi =1,2} В, {\displaystyle x_{m}=10} А при {\displaystyle E=10^{7}} В/см. Таким чином, сильне електричне поле призводить до значного зниження бар'єру Шотткі. В результаті ефективна робота виходу з металу для термоелектронної емісії {\displaystyle q\phi _{B}} зменшується.
Отримані вище результати можуть бути перенесені на систему метал-напівпровідник. В цьому випадку електричне поле {\displaystyle E} замінюється полем в напівпровіднику поблизу границі розділу (де воно сягає свого максимального значення), а діелектрична проникність вакууму {\displaystyle \epsilon _{0}} замінюється проникністю напівпровідника ({\displaystyle \epsilon _{s}}), тобто:
{\displaystyle \Delta \phi ={\sqrt {\frac {qE}{4\pi \epsilon _{s}}}}}.
Значення ({\displaystyle \epsilon _{s}}) може відрізнятися від статичної діелектричної проникності напівпровідника. Це пояснюється тим, що якщо час прольоту електрону від поверхні розділу метал-напівпровідник до точки {\displaystyle x_{m}} ({\displaystyle x_{m}} - точка, в якій потенціальна енергія сягає свого максимального значення) менше часу діелектричної релаксації напівпровідника, то останній не встигає поляризуватися. Тому експериментальні значення діелектричної проникності можуть бути меншими за статичну (низькочастотну) проникність. В кремнії ці величини практично збігаються між собою.
Ефективна діелектрична проникність {\displaystyle {\frac {\epsilon _{s}}{\epsilon _{0}}}} для контакту золото-кремній визначена за результатами фотоелектричних вимірювань. На практиці маємо, що ефективна діелектрична проникність сил зображення знаходиться в діапазоні 11,5÷12,5. При {\displaystyle {\frac {\epsilon _{s}}{\epsilon _{0}}}=12} відстань {\displaystyle x_{m}} змінюється від 10 до 50 А в діапазоні змін електричного поля близько E=103~105 В/см. Якщо припустити, що швидкість носіїв близько {\displaystyle 10^{7}} см/с, то час прольоту цих відстаней буде 10-14÷5·10-14 с. Виявляється, що діелектрична проникність, яка отримана із сили зображення, близька до значень проникності (~12) для електромагнітного випромінювання відповідних частот (з довжиною хвиль 3÷15 мкм). Оскільки діелектрична проникність кремнію практично постійна в діапазоні частот від нуля, що відповідає довжині хвилі {\displaystyle \lambda =1}, за час прольоту електрону через збіднений шар решітка встигає поляризуватися. Тому значення діелектричної проникності, отримані в фотоелектричних та оптичних дослідах, близьку один до одного. Германій та арсенід галію мають аналогічні частотні залежності діелектричної проникності. Тому можна чекати, що для цих напівпровідників значення діелектричної проникності, яка визначає сили зображення, у вказаному вище інтервалі полів приблизно збігається зі статичними значеннями.
Сьогодні ефект Шотткі широко використовується в напівпровідниковій техніці і реалізований в т.з. діодах Шотткі, що мають високі частотні характеристики.